# Cernolik, Silistra
Cernolik (în bulgară Чернолик, în română Caraesechioi) este un sat în comuna Dulovo, regiunea Silistra, Dobrogea de Sud, Bulgaria. Între anii 1913-1940 a făcut parte din plasa Accadânlar a județului Durostor, România.    

## Demografie
Componența etnică a satului Cernolik
     Bulgari (1,89%)
     Romi (11,41%)
     Turci (78,08%)
     Nicio identificare (8,61%)
La recensământul din 2011, populația satului Cernolik era de 1.428 locuitori. Din punct de vedere etnic, majoritatea locuitorilor (78,08%) erau turci, existând și minorități de romi (11,41%) și bulgari (1,89%). Pentru 8,61% din locuitori nu este cunoscută apartenența etnică.

### Recensământul românesc din 1930
Componența etnică a comunei Caraesechioi (județul Durostor)
     Români (2,64%)
     Bulgari (9,62%)
     Turci (80,5%)
     Romi (5,74%)
     Tătari (1,1%)
     Armeni (0,4%)
Componența confesională a comunei Caraesechioi
     Ortodocși (12,26%)
     Musulmani (87,34%)
     Armeano-gregorieni (0,4%)
Conform recensământului efectuat în 1930, populația comunei Caraesechioi se ridica la 1.549 locuitori. Majoritatea locuitorilor erau turci (80,5%), cu o minoritate de români (2,64%), una de bulgari (9,62%), una de romi (5,74%), una de tătari (1,1%) și una de armeni (0,4%). Din punct de vedere confesional, majoritatea locuitorilor erau musulmani (87,34%), dar existau și ortodocși (12,26%) și armeano-gregorieni (0,4%).